# Messier 23
A Messier 23 (más néven M23 vagy NGC 6494) egy nyílthalmaz a Nyilas csillagképben.

## Felfedezése
Az M23-mat Charles Messier francia csillagász fedezte fel, majd 1764. június 20-án katalogizálta. Egyike Messier saját felfedezéseinek.

## Tudományos adatok
Az M23 bizonyítottan legalább 150 csillagot tartalmaz. A halmaz Trumpler osztályát többféleképpen határozták meg:
- I,2,r (Trumpler)
- II,2,r (Götz)
- III,1,m (Sky Catalog 2000)

## Megfigyelési lehetőség
A nyílthalmaz legfényesebb csillagai a 10 cm-es refraktorban repülő denevérekhez hasonlítanak.